# Liste der Naturdenkmale in Dausenau
Die Liste der Naturdenkmale in Dausenau nennt die im Gemeindegebiet von Dausenau ausgewiesenen Naturdenkmale (Stand 20. Mai 2024).

## Naturdenkmale
| Nr.         | Bezeichnung       | Lage                                     | Beschreibung                                                                         | Bild                                    |
| ----------- | ----------------- | ---------------------------------------- | ------------------------------------------------------------------------------------ | --------------------------------------- |
| ND-7141-388 | Alte Eiche        | Lahnstraße, gegenüber Nr. 7 Lage         | Quercus robur; zwischen 1200 und 1300 gekeimt, 19 m hoch bei 2, 7 m Durchmesser      | mehr Fotos \| Fotos hochladen           |
| ND-7141-389 | Sommerlindenreihe | südlich des Ortes entlang der B 260 Lage | Tilia platyphyllos, 59 Bäume, um 1910 gepflanzt, 15–17 m hoch; etwa 1 km lange Allee | Direkt Bild zu diesem Denkmal hochladen |